# Лиухто, Кари
Кари Тапани Лиухто (род. 26 декабря 1967 г. в Йоутсено) — финский профессор международного бизнеса, директор Пан-Европейского института и фонда Centrum Balticum. Лиухто является также главным редактором журнала Baltic Rim Economies, издающегося на английском языке, а также серии обозревательских статей Pulloposti (на финском языке).

## Образование
Кари Лиухто сдал выпускные экзамены в гимназии Йоутсено весной 1986 года. После исполнения воинской службы (RUK 183) осенью 1987 года Лиухто начал учёбу в Высшей школе экономики Турку. Одновременно Лиухто получил право на учёбу в Киевском государственном университете, где стал изучать русский язык. Весной 1988 года Лиухто вернулся для продолжения образования в Высшую школу экономики Турку, которую закончил в 1991 году по специальности экономист. В 1993 году Лиухто приступил к докторской диссертации в университете Глазго в Великобритании, которую спустя три года успешно защитил, получив научную степень доктора философских наук. Лиухто продолжил своё образование в Высшей школе экономики Турку, защитив докторскую диссертацию в 2000 году. Ему была присвоена научная степень доктора экономических наук. Первая диссертация доктора Лиухто касалась развития бизнеса во вновь получившей независимость Эстонии, а вторая — организационных перемен в шести прежних советских республиках.

## Академическая карьера
Кари Лиухто начал свою карьеру в качестве ассистента в научно исследовательском Институте Торговли Восток Запад Высшей школы экономики Турку 15 марта 1991 года. До своего назначения на пост срочного профессора Технологического университета города Лаппеенранта в конце 1997 года Лиухто выполнял целый ряд академических задач в Высшей школе экономики Турку. В январе 2000 года Лиухто был назначен на должность профессора Технологического университета города Лаппеенранта. В Лаппеенранта Лиухто проработал до осени 2003 года, когда Высшая школа экономики Турку предложила ему занять должность профессора международного бизнеса и руководителя Пан-Европейского института. Помимо вышеупомянутых обязанностей Лиухто стал выполнять с августа 2011 года также задачи директора фонда Centrum Balticum.

## Исследовательская и преподавательская работа
В своей исследовательской деятельности Кари Лиухто сосредоточился на изучении изменений, происходящих в предпринимательской деятельности в странах Восточной Европы (в частности, в Украине и России), на вопросах международных инвестиций предприятий и социально-экономического развития региона Балтийского моря. На вышеуказанные темы им написаны сотни публикаций. Наряду с собственной научно-исследовательской деятельностью Лиухто являлся ответственным руководителем многочисленных исследовательских проектов, которые финансировались, в том числе, Европейской Комиссией, Академией Финляндии, Администрация Премьер Министра Финляндии и многими министерствами Финляндии. Лиухто многократно действовал в качестве консультанта-специалиста при различных комитетах Парламента Финляндии.
В настоящее время профессор Лиухто отвечает за чтение трёх курсов лекций по экономическим темам Балтийского региона, бизнеса в Европе и торговой политики. В качестве приглашённого лектора, а также по разным академическим вопросам он посетил целый ряд университетов как в Финляндии, так и за пределами страны.

## Награды и знаки отличия
Крест Пограничная охрана Финляндии за безупречную службу (Sissiristi), май 1987 года
Рыцарский крест I класса ордена «Белой розы» Финляндии, декабрь 2007 года
Почётный доктор Санкт-Петербургского государственного экономического университета, сентябрь 2011 года